# 웨이브 (웹진)
웨이브(weiv, [weiv]로 양식화함)는 "대중음악과 문화를 '다른 관점'으로 살펴보자는 취지로" 1999년 8월 창간한 한국의 음악 웹진이다. 창간을 주도한 사람은 《한국 팝의 고고학 1970》, 《음악의 아홉 가지 갈래들》의 저자인 신현준 성공회대 연구교수이지만 현재는 김태서, 장육, 최민우에 의해 주도되고 있다. 사이트의 이름에 대해서는 이렇게 밝혔다. "사이트의 이름인 [weiv]는 '흐름'을 뜻하는 wave의 [발음기호]이자 view를 weiv 로 뒤집은 의미입니다."

## 역사
1999년 8월 16일에 첫 호가 나오기 시작하여 한 달에 두 번씩, 매월 1일과 16일에 업데이트되어 왔다. 웨이브는 자발적으로 참여한 필진으로 운영되며 직업적인 평론가가 아닌 사람도 참여하고 있다.
2014년 네오위즈인터넷에서 서비스 중인 음악포털 벅스와 함께 '2000년대 대표 인디앨범' 100장을 선정해 발표했다.